# 帕德羅尼 (科羅拉多州)
帕德羅尼（英語：Padroni）是位於美國科羅拉多州洛根縣的一個人口普查指定地區。

## 地理
帕德羅尼的座標為40°46′45″N 103°10′21″W / 40.77917°N 103.17250°W，而該地最高點為海拔高度1219米（即3999英尺）。

## 人口
根據2010年美國人口普查的數據，帕德羅尼的面積為2.10平方千米，當中陸地面積為2.10平方千米，而水域面積為0.00平方千米。當地共有人口97人，而人口密度為每平方千米46人。